# نهائي دوري أبطال إفريقيا 2019
نهائي دوري أبطال أفريقيا 2018–19 هي النسخة 55 من البطولة الأفريقية الأولى لكرة القدم للأندية التي ينظمها الاتحاد الأفريقي لكرة القدم (CAF)، والنسخة 23 من دوري أبطال أفريقيا.
جرت المباراة النهائية في الأصل على مباراتين ذهابًا وإيابًا بين الوداد البيضاوي المغربي وحامل اللقب الترجي التونسي. استضاف الوداد البيضاوي مباراة الذهاب على ملعب الأمير مولاي عبد الله في الرباط في 24 مايو 2019، بينما استضاف الترجي التونسي مباراة الإياب على ملعب رادس الأولمبي في رادس يوم 31 مايو 2019.
أُعلن عن فوز الترجي التونسي في البداية بعد رفض الوداد البيضاوي استئناف اللعب بسبب خلاف حول تقنية المساعدة بالفيديو (VAR في إيه آر) التي لم تعمل. توقفت المباراة قرابة الدقيقة 60 إثر احتجاج لاعبي الوداد المغربي على إلغاء هدف التعادل في الشوط الثاني عبر الاعب وليد الكرتي، وطالب اللاعبون بالرجوع لتقنية الفيديو التي تبين أنها غير مهيأة. وامتد التوقف نحو 90 دقيقة، شهدت احتكاكا طفيفا بين لاعبي الفريقين، ورشقا لأرض الملعب بقوارير المياه من المشجعين، وقام رئيس الاتحاد القاري أحمد أحمد بالنزول إلى أرض الملعب للتشاور مع مسؤولي الناديين، قبل اتخاذ قرار إنهاء المباراة وفوز الترجي باللقب بعد تعادله ذهابا بنتيجة 1-1.
حكم الاتحاد الإفريقي لكرة القدم لاحقًا بأن مباراة الإياب يجب أن تُعاد في مكان محايد لتحديد الأبطال معتبرا بأن «شروط اللعب والأمن لم تكن متوفرة خلال مباراة إياب الدور النهائي لدوري الأبطال، ما حال دون اكتمال المباراة. وبالتالي، ستعاد المباراة على أرض خارج تونس».وأثار قرار إعادة المباراة انتقادات من الجانبين التونسي والمغربي ومطالبة كل منهما باعتباره فائزا قبل أن يتم رفع القضية إلى محكمة التحكيم الرياضي.

## خلفيّة

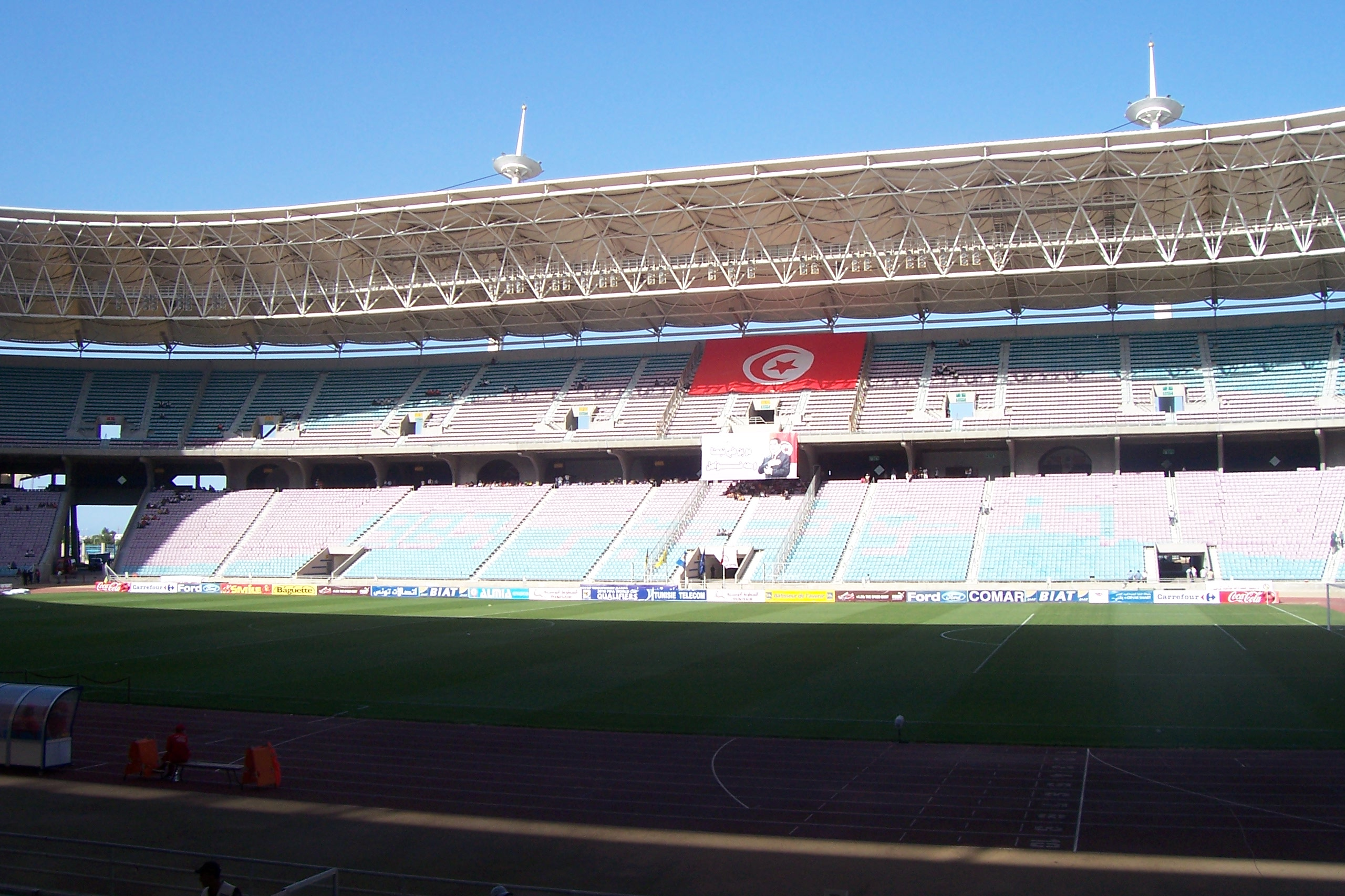
ملعب رادس

لعبَ التّرجّي التّونسي سبعة نهائيات في دوري أبطال أفريقيا، فاز بـ3 منهم (1994، 2011، 2018)، وكاد أن خسرَ 4 نهائيات (1999، 2000، 2010، 2012). كان آخر نهائي لعِبه التّرجي هو نهائي 2018 الذي فاز به على الأهلي المصري بـ4-3.
في المقابل؛ لعِب الوداد الريّاضي المغربي ثلاثة نهائيات، حصدَ فيها بطولتين (1992، 2017)، وخسر نهائي 2011 أمام نظيرهِ الترجّي التونسي بـ1-0. لعب الوداد آخر مباراة نهائي في 2017 التي فاز أمام الأهلي المصري بـ2-1.
لُعبت المباراة النهائية الوحيدة بين الوداد الريّاضي والتّرجّي التّونسي، وكان ذلك في نهائي دوري أبطال أفريقيا 2011، عندما لُعبت مباراة الذّهاب في المركب الرياضي محمد الخامس في الدار البيضاء وانتهت بالتعادل السلبي، ومباراة الإيّاب على الملعب الأولمبي برادس في رادس وانتهت بنتيجة 1-0 لصالح التّرجّي.

## عن الفريقين
فيمَا يلي جدول النهائيات التي خاضها الفريقين تحت مسمّى كأس أفريقيا للأندية البطلة حتّى عام 1996 ودوري أبطال أفريقيا منذ عام 1997 حتّى الآن:
| الفريق         | المنطقة      | النهائيات السابقة (الخط الغليظ يدل على فوزِ الفريق بتلكَ النسخة) |
| -------------- | ------------ | -------------------------------------------------------------- |
| الوداد الرياضي | شمال أفريقيا | 3 (1992، 2011، 2017)                                           |
| الترجي التونسي | شمال أفريقيا | 7 (1994، 1999، 2000، 2010، 2011، 2012، 2018)                   |

## ملاعب النّهائي

### ملعب الذّهاب

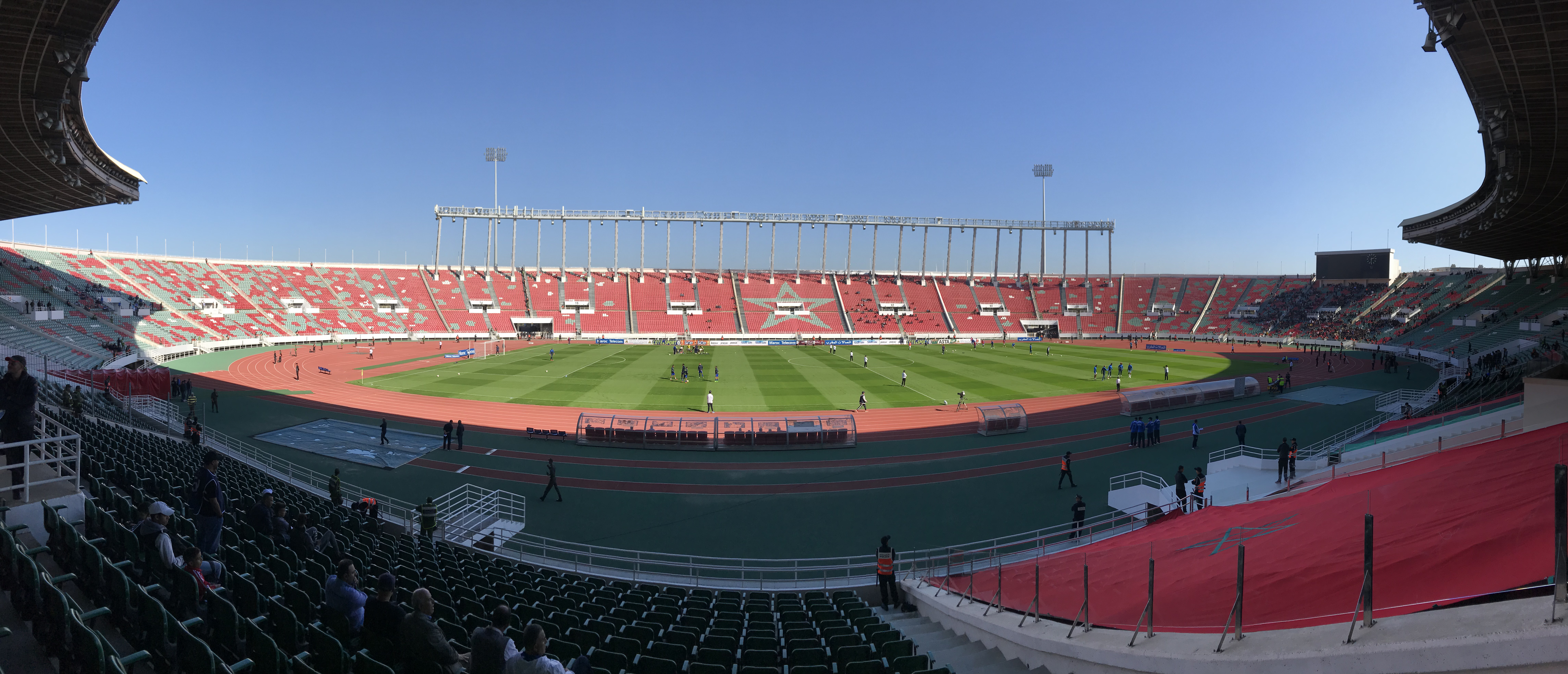
المجمع الرياضي الأمير مولاي عبد الله، ملعب ذهاب نهائي دوري أبطال أفريقيا 2019.

يُعدّ المجمع الرياضي الأمير مولاي عبد الله مجمع رياضيًا افتتح رسميًا في عام 1983، وهو يقع في الجنوب الغربي للعاصمة الرباط وعلى مقربة من الطريق السريع، وهو مجمع متعدد الاختصاصات وهو ينتمي إلى الجماعة الحضارية للعاصمة الرباط ويعتبر أيضًا معقلاً لنادي الجيش الملكي وكذلك المنتخب المغربي لكرة القدم.

### ملعب الإياب

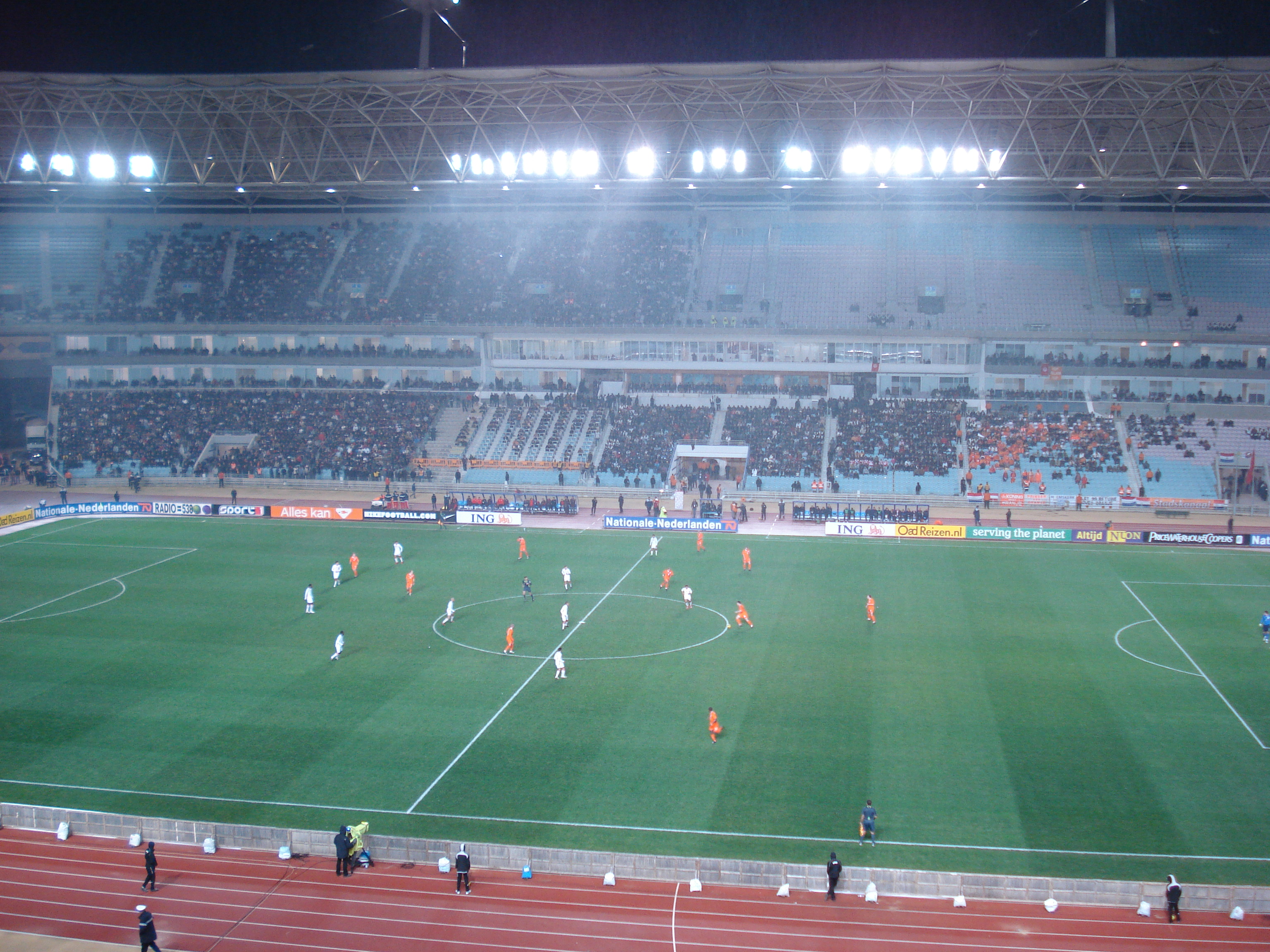
الملعب الأولمبي برادس في مدينة رادس بتونس أينَ ستجري مباراة الإياب.

يعدّ الملعب الأولمبي برادس ملعبًا متعدد الاستخدامات في رادس بتونس حيثُ يقعُ على بعد 10 كيلومترات إلى الجنوب الشرقي من وسط مدينة تونس في وسط المدينة الأولمبية. يُستخدم في الغالب لإجراء مباريات كرة القدم كما يستضيفُ ألعاب القوى في بعض الأحيان. يسعُ الملعب لـ 60000 متفرجًا وقد شُيد إبانَ ألعاب البحر الأبيض المتوسط 2001 ويعتبرُ واحدًا من أفضل الملاعب في أفريقيا. يُغطّي الملعب مساحة 13.000 مترًا مربعًا ويتوفرُ علَى غرفتي إحماء و7000 مقعدًا احتياطيًا بالإضافة إلى 300 غرفة مخصصة للصحافة.

## حكّام المباراة النهائيّة

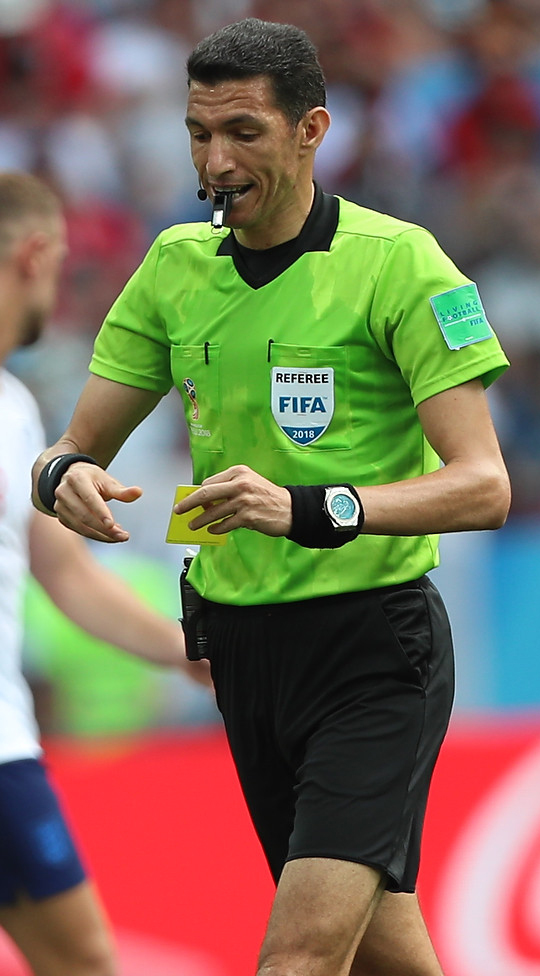
جهاد جريشة حكم مباراة ذهاب نهائي دوري أبطال أفريقيا 2019.

تم أختيار كلا من: الحكم المصري جهاد جريشة لإدارة ذهاب نهائي دوري أبطال أفريقيا 2019 والحكم الغامبي باكاري غاساما لإدارة مباراة العودة.

## الطريق إلى النهائي
للمزيد من المعلومات:دوري أبطال أفريقيا 2018–19.

## شكل المباراة النهائية
ستُقام المباراة النهائيّة على أساس الأرجل المحلي والخارجي، بترتيب الأرجل التي تُحدّدها قرعة مرحلة خروج المغلوب، والتي أُقيمت في 20 مارس 2019، 20:00 (ت ع م+02:00)، في فندق ماريوت في القاهرة، مصر.
يُلعب النّهائي في مبارتي ذهاب وإياب، فإذا كان مجموع النّتيجتين متعادلاً بعد مباراة الإياب سيتم اللجوء لقانون الأهداف خارج الدّيار، أما في حالة ما كان التّعادل لا زال قائماً بعد تطبيق ذلك القانون فسيتم اللجوء مباشرة إلى الوقت الإضافي وبعدها الركلات الترجيحية التي سوف يتم اللجوء إليها في تحديد الفائز.

## المبارتين

### مباراة الذهاب

#### تفاصيل
| الوداد الرياضي | 1–1   | الترجي التونسي |
| -------------- | ----- | -------------- |
|                | تقرير |                |

| Wydad Casablanca | Espérance de Tunis |

| GK            | 26 | أحمد رضى التكناوتي |         |     |
| RB            | 28 | عبد اللطيف نصير    |         |     |
| CB            | 3  | أشرف داري          | 28'     |     |
| CB            | 29 | الشيخ كومارا       |         |     |
| LB            | 22 | أيوب العملود       |         | 77' |
| RM            | 7  | محمد أوناجم        |         |     |
| CM            | 4  | صلاح الدين السعيدي |         |     |
| CM            | 6  | إبراهيم النقاش (c) | 42' 49' |     |
| LM            | 11 | إسماعيل الحداد     |         |     |
| CF            | 18 | وليد الكرتي        |         | 63' |
| CF            | 9  | ميشال باباتوندي    |         | 62' |
| Substitutes:  |    |                    |         |     |
| GK            | 12 | بدر الدين بنعاشور  |         |     |
| DF            | 8  | بدر غدارين         |         | 77' |
| MF            | 21 | زهير مترجي         |         |     |
| MF            | 24 | يحيى جبران         |         | 63' |
| FW            | 17 | بديع أووك          |         |     |
| FW            | 20 | أيمن الحسوني       | 90+4'   | 62' |
| FW            | 25 | غابرييل أوكيشوكو   |         |     |
| Manager:      |    |                    |         |     |
| فوزي البنزرتي |    |                    |         |     |

| GK            | 1  | معز بن شريفية     | 84' |       |
| RB            | 22 | سامح الدربالي     | 68' |       |
| CB            | 5  | شمس الدين الذوادي | 23' |       |
| CB            | 12 | خليل شمام (c)     |     |       |
| LB            | 20 | أيمن بن محمد      |     |       |
| CM            | 30 | فرانك كوم         |     | 87'   |
| CM            | 15 | فوسيني كوليبالي   |     |       |
| RW            | 8  | أنيس بدري         |     |       |
| AM            | 25 | غيلان الشعلالي    | 26' |       |
| LW            | 10 | يوسف بلايلي       |     | 90+5' |
| CF            | 29 | جونيور لوكوسا     |     | 88'   |
| Substitutes:  |    |                   |     |       |
| GK            | 23 | علي جمال          |     |       |
| DF            | 6  | محمد علي اليعقوبي |     |       |
| DF            | 26 | حسين ربيع (تونس)  |     |       |
| MF            | 17 | حمدو الهوني       |     | 90+5' |
| MF            | 18 | سعد بقير          |     | 87'   |
| MF            | 28 | أمين المسكيني     |     |       |
| FW            | 11 | طه ياسين الخنيسي  |     | 88'   |
| Manager:      |    |                   |     |       |
| معين الشعباني |    |                   |     |       |

|  | قواعد المباراة: - 90 دقيقة. - سبعة لاعبين على دكّة البدلاء، منهم ثلاثة تبديلات فقط. |

### مباراة الإياب

#### ملخّص
أحرز الترجي هدف التقدم في الشوط الأول عن طريق يوسف البلايلي في الدقيقة 41 من تسديدة قوية من خارج منطقة الجزاء، وانتهى الشوط الأول بتقدم الترجي بواحد لصفر.
و مع بداية الشوط الثاني تحسن مردود الوداد وتمكن من خلق فرص هامة والاقتراب من تسجيل هدف التعادل.
تمكن الفريق المغربي من إسكان الكرة في الشباك لكن الحكم ألغى الهدف وإعتبر العملية مسبوقة بخطأ لم يتبين (تسلل أو مخالفة دفع).
قرر الحكم مواصلة اللعب دون اللجوء إلى تقنية الفيديو VAR.
لكن فريق الوداد البيضاوي المغربي إحتج على هذا القرار وأصر لاعبوه على عدم استكمال المباراة إلا في صورة الرجوع إلى تقنية الفيديو VAR واحتساب هدف التعادل لصالحهم.
شهدت المباراة أحداث مثيرة منذ ان سجل وليد الكرتي في الدقيقة 59 لاعب الوداد هذا الهدف لصالح فريقه إلا أن الحكم الغامبي باكاري غاساما تمسك بالرفض واعتبار وجود خطأ ولكن الصدمة الحقيقة هي عدم توفر واشتغال تقنية "VAR" بسبب تعطلها، الأمر الذي أدى إلى إصرار لاعبي الوداد على الانسحاب لتتوقف المباراة ويستمر الحكم في التفاوض مع الاعبين من الجانبين.
قام الحكم بالتنبيه على لاعبي الوداد وأمرهم بالعودة للعب لكن هذا لم يجدي نفعا.
و في الأثناء تفاجئ الجميع بنزول رئيس الاتحاد الإفريقي أحمد أحمد إلى أرضية الملعب صحبة ثلة من أعضاء الكنفدرالية يرافقه كل من رئيس الترجي والوداد والجامعة التونسية لكرة القدم فإستبشر جميع الحاضرين والمشاهدين خيرا.
```
لكن رغم هذه التدخلات بقي الوضع كما هو ورفض الوداد العودة للعب وإستئناف المبارة، ثم تبين لاحقا ان VAR كان معطلا قبل المباراة وأن الحكم قد أعلم الفريقين بذلك قبل إعطاء صافرة البداية.
```

و استمر توقف اللعب لأكثر من ساعة حيث قام الحكم مرة أخرى بإستدعاء قائدي الفريقين وأمرهم بالعودة لأرضية الميدان إلا أن لاعبي الوداد أكدوا موقفهم وأصروا على الانسحاب وعدم الرجوع للميدان ومن هناك توجه الحكم إلى وسط الميدان ليعلن عن نهاية اللقاء وبالتالي فوز الترجي بالمباراة وإحرازه على اللقب.
قام رئيس الكاف بتسليم الميداليات ورمز البطولة إلى الترجي ثم قام الاتحاد الأفريقي لكرة القدم بتهنته عبر موقعه على الأنترنت.
استمر الجدال والنقاش إلى ما بعد المباراة فتقدم الوداد بشكوى رسمية إلى الاتحاد الأفريقي لكرة القدم واعتبر ان الفريق تعرض إلى مظلمة تحكيمية.
اجتمع أعضاء الكاف في باريس يوم 5 جوان وقرر إعادة مقابلة الترجي الرياضي التونسي والوداد البيضاوي في ملعب محايد خارج التراب التونسي بعد نهائيات كاس امم افريقيا مصر 2019 مع الإبقاء على نتيجة مباراة الذهاب.
قام فريق الترجي بتقديم ملف إلى محكمة التحكيم الرياضي TAS لنقض قرار الكاف ومثله فعل فريق الوداد حيث طالب بإعادة المباراة أو اعتباره المتوج بالقب وذلك لأسباب أمنية.
و في يوم 31 جويلية 2019 أصدر التاس قرارته وأهمها رفض إعادة المباراة مع إمكانية النظر في مطالب الترجي ورفض مطالب الوداد وإرجاع الأمر إلى اللجنة المختصة في الكاف لإصدار القرار النهائي إما بإعادة المباراة أو تثبيت الترجي بطلا لنسخة 2019.
```
إجتمعت يوم 7 أوت 2019 بالقاهرة لجنة الإنظباط الخاصة بالكنفدرالية الإفرقية لكرة القدم وأعلنت عن قرارتها الرسمية والتي تضمنت:
```

- تثبيت الترجي التونسي بطلا لنسخة 2019 نظرا لانسحاب نادي الوداد من المباراة.
- معاقبة الترجي بمبلغ 50 ألف دولار بسبب الاستعمال المكثف للشماريخ وإلقاء المقذوفات فوق ارضية الملعب.
- تغريم رئيس فريق الترجي بمبلغ 20 ألف دولار مع توبيخه.
- معاقبة الوداد بمبلغ 35 ألف دولار نظرا لإستعمال الشماريخ
- عقوبة ضد الترجي باللعب دون حضور الجمهور لمقابلتين مع تأجيل التنفيذ لمدة إثنا عشر شهرا.

#### تفاصيل
| الترجي التونسي | 0-1 | الوداد الرياضي |
| -------------- | --- | -------------- |
|                |     |                |

أعلن الكاف الترجي التونسي بطل دوري أبطال الإفريقية 7أغسطس 2019